# Погребняк, Светлана Павловна
Светлана Павловна Погребняк (род. 23 февраля 1943) — советская и российская театральная актриса. Народная артистка РСФСР (1991). Лауреат Государственной премии РСФСР им. К. С. Станиславского (1985).

## Биография
Светлана Павловна Погребняк родилась 23 февраля 1943 года в селе Соколовка Елань-Коленовского района Воронежской области (ныне Новохопёрский район). В 1968 году окончила студию при Челябинском театре драмы имени С. М. Цвиллинга. В 1968—1969 годах один сезон играла в Челябинском театре.
В 1969—1971 годах была актрисой Горьковского театра комедии (ныне Нижегородский театр «Комедія»). В 1972—1977 годах выступала в Петрозаводском русском театре.
В 1977—2000 годах служила в Липецком драматическом театре имени Л. Н. Толстого. Созданные ею роли отмечены цельностью и незаурядностью человеческой натуры. Ярче всего её талант проявился в чеховских образах.
В 1978 году сыграла эпизодичекую роль в кинокартине «На горе стоит гора» с П. Вельяминовым в главной роли.
В настоящее время проживает в Челябинске.

## Награды и премии
- Заслуженная артистка РСФСР (21.12.1984)[1].
- Государственная премия РСФСР имени К. С. Станиславского за роль Елены Андреевны в спектакле «Дядя Ваня» А. П. Чехова, поставленный на сцене Липецкого ГАТД имени Л. Н. Толстого (1985).
- Народная артистка РСФСР (5.06.1991).

## Работы в театре
- «Без вины виноватые» А. Н. Островский — Кручинина
- «Вишнёвый сад» А. П. Чехов — Любовь Андреевна Раневская
- «Дядя Ваня» А. П. Чехов — Елена Андреевна
- «Валентин и Валентина» М. М. Рощин — Валентина
- «Пришёл мужчина к женщине» С. И. Злотников — Дина Фёдоровна
- «Триптих для двоих» С. И. Злотников — женщина
- «Уходил старик от старухи» С. И. Злотников — Вера Максимовна
- «Закон вечности» Н. В. Думбадзе — Марго
- «Пролетарская мельница счастья» В. И. Мережко — бабка Щепка
- «Дорогая Елена Сергеевна» Л. Н. Разумовская — Елена Сергеевна
- «Возвращение на круги своя» И. П. Друцэ — Софья Андреевна
- «Последние» М. Горький — Любовь
- «Кукольный дом» Г. Ибсен — фру Линне

## Фильмография
- 1978  — На горе стоит гора — эпизод
- 1986  — Чайка (телеспектакль) — Аркадина